# Список перших темношкірих гравців в Головній бейсбольній лізі
В списку подані перші темношкірі гравці в Головній бейсбольній лізі після відміни бейсбольного кольорового бар'єра. У наведеній таблиці гравці розташовані у хронологічному порядку їх дебюту у лізі.
| Гравець          | Команда                  | Дата             |
| ---------------- | ------------------------ | ---------------- |
| Джекі Робінсон   | Бруклін Доджерс, НЛ      | 15 квітня, 1947  |
| Ларрі Добі       | Клівленд Індіанз, НЛ     | 5 липня, 1947    |
| Хенк Томпсон     | Сент-Луїс Браунс, АЛ     | 17 липня, 1947   |
| Монте Ірвін      | Нью-Йорк Джаянтс, НЛ     | 8 липня, 1949    |
| Хенк Томпсон     | Нью-Йорк Джаянтс, НЛ     | 8 липня, 1949    |
| Сем Джетроу      | Бостон Брейвз, НЛ        | 18 квітня, 1950  |
| Мінні Міньйосо   | Чикаго Вайт Сокс, АЛ     | 1 травня, 1951   |
| Боб Трайс        | Філадельфія Атлетикс, АЛ | 13 вересня, 1953 |
| Ерні Бенкс       | Чикаго Кабс, NL          | 17 вересня, 1953 |
| Курт Робертс     | Піттсбург Пайретс, НЛ    | 13 квітня, 1954  |
| Том Олстон       | Сент-Луїс Кардиналс, НЛ  | 13 квітня, 1954  |
| Ніно Ескалера    | Цинциннаті Редс, НЛ      | 17 квітня, 1954  |
| Чак Хармон       | Цинциннаті Редс, НЛ      | 17 квітня, 1954  |
| Карлос Паула     | Вашингтон Сенаторс, АЛ   | 6 вересня, 1954  |
| Елстон Говард    | Нью-Йорк Янкіз, АЛ       | 14 квітня, 1955  |
| Джон Кеннеді     | Філадельфія Філліс, НЛ   | 22 квітня, 1957  |
| Оззі Віргіл, ст. | Детройт Тайґерс, АЛ      | 6 червня, 1958   |
| Пампсі Ґрін      | Бостон Ред Сокс, АЛ      | 21 липня, 1959   |